# Salvador d'Oliveira Pinto da França
Salvador d'Oliveira Pinto da França (Bahia, 9 de Janeiro de 1822 – Lisboa, 20 de Abril de 1866) foi um militar português.

## Biografia
Filho de Bento da França Pinto d'Oliveira, marechal-de-campo e tenente-general do Exército Português e primeiro Conde de Fonte Nova (1793–1852) e de D. Maria José Tovar Pereira da Costa (1805–1871), sendo segundo filho na ordem de nascimento.
Casou em 23 de Janeiro de 1858 na Igreja Paroquial da Encarnação, Lisboa com D. Maria Bernardina da Gama Lobo Salema de Saldanha e Sousa (1836–1905), de quem teve quatro filhos: 
- Bento da França Pinto d'Oliveira Salema (1859–1906), major de cavalaria do exército Português, terceiro Conde de Fonte Nova; Maria Isabel de Oliveira Pinto da França (1861–1949), escritora; Salvador d'Oliveira Pinto da França (1864–1928); Manuel da Gama d'Oliveira Pinto da França (1866–1902), capitão-tenente da Armada Portuguesa;

Faleceu aos 44 anos de idade na Quinta Real do Paço do Lumiar, tendo o óbito sido registado na paróquia das Mercês, Lisboa, onde residia habitualmente na Rua dos Cardais de Jesus, número 63. Encontra-se sepultado no Cemitério dos Prazeres, em jazigo.

## Cargos, títulos e comendas
- Frequentou o Colégio Militar.[1]
- Bacharel formado em Matemática pela Universidade de Coimbra.
- Tenente-Coronel do Corpo do Estado Maior
- Ministro e Secretário de Estado do Conselho de S.M.F. El-Rei D. Luís I
- Ministro e Secretário de Estado dos Negócios da Guerra (1865-66), no governo de Joaquim António de Aguiar
- Chefe do Estado-Maior em Macau e Moçambique
- Deputado da Nação em diversas legislaturas,
- Comendador das Ordens de Cristo, Torre e Espada e N.ª S.ª da Conceição de Vila Viçosa, etc.
- Oficial da Ordem de Avis
- Moço Fidalgo da Casa Real